# Laurence Stoddard
Laurence Ralph „Chick“ Stoddard (* 22. Dezember 1903 in New York City; † 26. Januar 1997 in Bridgeport, Connecticut) war ein US-amerikanischer Ruderer.
Der 1,67 m große Stoddard gehörte an der Yale University sowohl im Schwimmen als auch im Rudern zur Universitätsauswahl. 1924 war er Steuermann des Yale-Achters, der für die Vereinigten Staaten bei den Olympischen Spielen 1924 in Paris startete. Im zweiten Vorlauf gewann die Crew vor den Booten aus Kanada und aus den Niederlanden. Im Finale traten als Vorlaufsieger neben den US-Amerikanern die Briten und die Italiener an, hinzu kamen die Kanadier als Sieger des Hoffnungslaufs. Im Ziel des Endlaufs hatten die US-Amerikaner wie im Vorlauf über 15 Sekunden Vorsprung auf die Kanadier, die Bronzemedaille erhielten die Italiener.
Nach seinem Studienabschluss arbeitete Stoddard bei der West India Shipping Company.